# Het groene eiland
Het groene eiland is een  stripverhaal uit de reeks van Jerom. Het hoort bij de "Groene Reeks (De gouden stuntman)" en de eerste druk is van 1964.

## Locaties
Dit verhaal speelt zich af op de volgende locaties:
- het huis, het laboratorium en de tuin van professor Barabas

## Personages
In dit verhaal spelen de volgende personages mee:
- Jerom, tante Sidonia, professor Barabas, professor Rosarius

## Uitvindingen
In dit verhaal spelen de volgende uitvindingen een rol:
- vloeistof om planten honderd tot duizend keer groter te laten worden dan normaal, vloeistof om planten te kalmeren, vloeistof om planten weer hun normale grootte te laten aannemen

## Het verhaal
Jerom en tante Sidonia gaan op bezoek bij professor Barabas, maar hij opent de deur niet. Er komt onkruid uit de deur en Jerom kan voorkomen dat het onkruid tante Sidonia naar binnen trekt. Professor Rosarius vertelt dat hij samen met professor Barabas een uitvinding gedaan heeft. De professor is boos dat de onkruidius vulgaris is vernield, maar neemt Jerom en tante Sidonia toch mee naar professor Barabas. Die heeft moeite om de vinca minor tam te houden en de plant valt de vrienden aan. Met een sproeibus kan professor Barabas de  plant tam krijgen, maar dit mislukt doordat professor Barabas per ongeluk de verkeerde vloeistof heeft gebruikt. De plant stoot tante Sidonia door het plafond. Jerom gaat haar achterna en redt tante Sidonia. Inmiddels heeft professor Rosarius de juiste vloeistof gepakt, maar door een botsing met professor Barabas kan dit niet meer gebruikt worden.
Professor Barabas legt uit dat hij samen met professor Rosarius een vloeistof heeft ontwikkeld, waarmee hij planten honderd of zelfs duizend keer groter dan normaal kan laten worden. Zo wil hij de honger uit de wereld bannen, maar al snel blijkt dat professor Rosarius de vloeistof aan de hoogst biedende wil verkopen. Professor Barabas wil de vloeistof gratis aanbieden aan alle landen waar honger heerst, maar professor Rosarius weigert en maakt duidelijk dat de vloeistof ook een militair belang dient. Professor Barabas daagt zijn collega uit tot een duel en ze maken een bellis perenis en een caltha palustris met de vloeistof. Professor Barabas verliest het duel en professor Rosarius wil met de vloeistof vertrekken. Jerom houdt hem tegen, maar dan maakt professor Rosarius een cactus vulgaris en valt Jerom aan.
Jerom overmeestert professor Rosarius en sluit hem op in de rommelkamer. Er ligt echter een elektrische boor in de rommelkamer en professor Rosarius maakt een gat in de deur en ontsnapt. Tante Sidonia ziet hem het huis uit vluchten en is zo van slag, dat ze niet weet wat ze moet roepen. Ze rent naar de boekenkast en vindt het juiste woord in een woordenboek. Tante Sidonia roept om hulp en ze zet samen met Jerom de achtervolging in met een auto. Ze zien hoe professor Rosarius met het privé vliegtuig van professor Barabas wegvliegt, maar Jerom weet op het toestel te springen. Professor Rosarius probeert Jerom van het vliegtuig te krijgen, maar Jerom draagt magnetische schoenen en er ontstaat een worsteling. Er komt een rookpluim uit het vliegtuig en het vliegtuig stort neer en tante Sidonina snelt Jerom te hulp. Professor Rosarius weet weer te ontsnappen.
Tante Sidonia ziet dan dat het grasveld rond het huis van professor Barabas verandert in een oerwoud. Professor Rosarius ziet de auto in een reusachtige plant hangen en wil naar de auto toe, maar wordt gepakt door een enorm insect. Jerom trekt de enorme plant omlaag, zodat tante Sidonia in de auto kan gaan zitten. Het blad schiet uit de handen van Jerom en tante Sidonia wordt afgeschoten. Ze komt veilig op de grond en hoort dat professor Barabas een oproep doet via de radio. Hij vertelt dat zijn huis bijna ontsnapt door de enorme grashalmen en benadrukt dat professor Rosarius niet mag ontsnappen. Professor Rosarius vliegt door de lucht aan de poten van een libelle, maar deze botst met een andere libelle en laat hem vallen.
Professor Rosarius komt terecht op een enorm blad en gebruikt deze als boot. Tante Sidonia heeft via de radio contact met professor Barabas en vertelt dat ze op zoek is naar Jerom en professor Rosarius. Ze ziet professor Rosarius en zet te voet de achtervolging in, maar komt terecht in een vleesetende plant. Jerom hoort het hulpgeroep van tante Sidonia en kan haar bevrijden. Professor Rosarius pookt met een stok in een enorm mierennest. Jerom en tante Sidonia rijden verder met de auto en botsen op een reusachtige mier. Ze raken bewusteloos door de klap en worden door de dieren in het mierennest gedragen. Als ze bijkomen, lukt het om een gang in te rennen en ze zien de koningin tussen enkele larven.
Jerom en tante Sidonia komen terecht bij de wintervoorraad en merken dat er tochtgangen zijn, die voor luchtkoeling en verwarming zorgen. Dan worden ze aangevallen door soldaatmieren en Jerom kan de beesten niet lang weerstaan. Gelukkig valt net een horde rode mieren aan en tante Sidonia en Jerom vluchten naar buiten. Ze komen bij de auto en roepen professor Barabas op, die bezig is met een vloeistof om alles weer normaal te maken. Dan breken de ramen door de enorme planten en de professor rent zijn huis in, in de hoop dat ze hem volgen en het laboratorium wordt gespaard. Professor Barabas rent naar de keuken en kan de enorme plant met een mixer verslaan, waarna hij de rommel opruimt. Tante Sidonia en Jerom komen bij processierupsen terecht, die de doorgang blokkeren. Jerom zorgt ervoor dat ze in een cirkel lopen en ze kunnen verder.
Professor Barabas heeft contact met zijn vrienden via de radio en zo horen ze hoe het experiment met de nieuwe formule XLZXQMN met een beetje MNQXLXKLM425 mislukt en een ontploffing volgt. De voorband van de auto raakt lek en Jerom wil deze opblazen, maar per ongeluk laat hij de band ontploffen. Tante Sidonia schiet door de knal omhoog en ziet professor Rosarius die zich in een uitgeholde eikel verstopt. Jerom maakt het gat in de eikel dicht met hars en tante Sidonia rent naar de auto om het nieuws te vertellen. Ze wordt aangevallen door een enorme kever en Jerom kan het dier met de auto afleiden. Jerom en tante Sidonia klimmen in een bloem en zien hoe het vliegend hert de auto vermorzelt. Dan kraakt het dier de eikel en professor Rosarius rent weg en komt bij het huis van professor Barabas terecht.
Professor Rosarius klopt aan en geeft de formule aan professor Barabas, die deze in de brandkast stopt. Professor Barabas vertelt dat hij een formule heeft ontwikkeld om alles weer normaal te maken. Hij sproeit deze op een enorme bloem, die iets later weer zijn normale formaat aanneemt. De kever graaft zich een weg door de voordeur en de vloeistof is op, maar de geur van de sproeispuit laat het dier al op de vlucht slaan. Professor Barabas ziet echter dat de enorme tor tante Sidonia en Jerom bedreigt en geeft professor Rosarius opdracht om het leger te bellen. Hijzelf maakt nog meer vloeistof om het hele terrein te besproeien. Een pantserwagen komt in het oerwoud en schiet op een enorme schelp, waarna de kogel terugkaatst en de bestuurder van de pantserwagen raakt. De tor knaagt de stam door van de plant waar Jerom en tante Sidonia zich bevinden.
Jerom en tante Sidonia vallen naar beneden en tante Sidonia komt in de pantserwagen terecht. Er raakt een rupsband stuk en hierdoor kunnen de soldaten de tank niet in de juiste richting laten rijden. Jerom tilt de tank op en zo lukt het om de enorme tor neer te schieten. Professor Rosarius en professor Barabas hebben het brouwsel klaar en met een rood vliegtuig verspreiden ze een roze wolk over het oerwoud. De planten krijgen weer hun normale grootte en groente- en bloemenkwekers komen massaal naar het huis van professor Barabas. Ze willen gebruikmaken van de uitvinding en vertellen dat ze op deze manier rijk kunnen worden. Professor Barabas vertelt dat hij en zijn collega hebben besloten om de formule geheim te houden tot ze zeker weten dat de mensheid er geen misbruik van zal maken.